# Sławuta II
Sławuta II (ukr. Славута II) – towarowa stacja kolejowa w pobliżu miejscowości Sławuta, w rejonie szepetowskim‎, w obwodzie chmielnickim, na Ukrainie.